# 다운타운

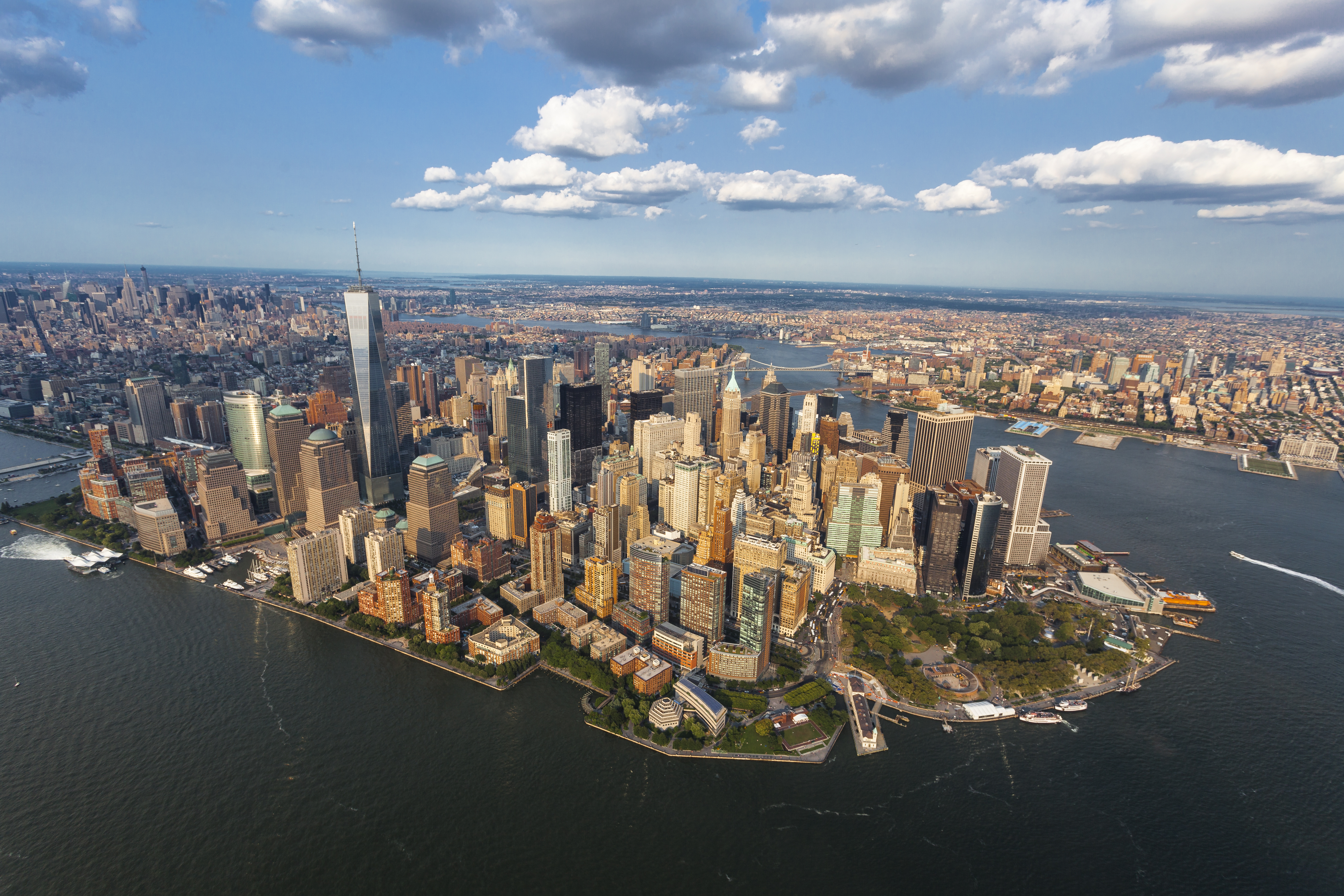
다운타운의 의미가 유래된 것으로 알려진 다운타운 맨해튼의 모습

다운타운(미국 영어: downtown)은 북미 대륙 영어권 화자들 사이에서 도심 및 중심업무지구를 일컫는 의미로 쓰이는 단어다.

## 어원과 의미
직역하면 '아랫마을'이라는 의미로서 'downtown'이라는 단어 자체는 늦어도 18세기부터 등장한 것으로 확인되지만, 이 단어가 도심 및 중심업무지구를 의미하게 된 것은 대략 20세기 초에 일어난 변화로 알려져 있다. 이러한 의미상의 변화는 미국 맨해튼의 아랫 부분에 위치한 지역인 로어 맨해튼(Lower Manhattan)이 마천루로 가득한 중심업무지구로서 번성하는 모습을 묘사하는 과정에서 유래한 것으로 여겨지고 있다.

## 역사와 배경
영국 등 북미지역 외의 영어권이나 유럽지역의 비영어권 또는 동양권에서도 '아랫마을'이라는 의미의 단어가 마천루가 즐비한 도심이자 중심업무지구를 일컫는 표현으로 사용되는 경우를 찾아보기는 매우 어려운데, 이처럼 '중간마을'이 아니라 '아랫마을'이라는 표현이 북미지역에서 도심 및 중심업무지구를 가리키는 표현으로 사용되는 모습은 미국의 독특한 도시화 역사에 영향을 받은 것으로 추정된다.
유럽 및 동양에서의 전통적인 도시구조는 성곽에 둘러싸인 도시의 가운데에 궁정, 교회당이나 광장 등 전통적인 공적 권위에 의해 다스려지는 공간이 위치하는 형태로 발전해왔고, 이에 따라 그 도시들의 역사적 중심부(영국 영어: city-centre, 프랑스어: centre-ville)에는 그 공적 권위에 종사하는 귀족이나 사제 등 특수계급만이 살 수 있는 거주지역이 들어서왔다. 반면 미국은 상인과 이민자들에 의해 비교적 짧은 시간 동안 개척된 지역으로서 대체로 바다에 닿는 아랫마을(영어: downtown)부터 개발이 시작되어 가운뎃마을(영어: midtown)과 윗마을(영어: uptown) 등 저지대에서 고지대로 도시가 확장되는 경로를 19세기에 밟아왔으므로, 성곽이나 교회당 등 도시의 확장방향을 통제하는 전통적인 권위체가 존재하지 않았고, 공공건물 등이 모여 있는 관청가(官廳街, 미국 영어: civic center)는 도시가 발달한 뒤 상당한 시간이 지나서야 형성되었다. 이러한 환경에서 20세기 초에 기업들이 고도로 성장하고 고층건물 건축기술과 철도가 보급되며 도시 내 기능별 집적화가 촉진되자, 미국에서는 거대기업들의 본사가 입주한 마천루가 즐비하게 들어서는 형태의 현대적인 도시경관으로서, 도시의 기능적 중심부(도심)인 동시에 중심업무지구에 해당하는 공간이 처음으로 탄생하였다. 이러한 마천루 중심의 미국적인 중심업무지구 공간은 궁정, 교회당과 광장을 중심으로 하는 유럽대륙에서의 역사적, 전통적인 도시 중심부와는 매우 다른 공간이었으므로, 'downtown'이라는 단어는 유럽과는 다른 미국적 도심부를 일컫는 단어로서의 의미를 새롭게 지니게 된 것이다.

## 같이 보기
- 도심
- 중심업무지구